# Rheinsberg
Rheinsberg là một đô thị thuộc huyện Ostprignitz-Ruppin, bang Brandenburg, Đức. Đô thị Rheinsberg có diện tích 324,83 km², dân số thời điểm 31 tháng 12 năm 2006 là 8889 người. Đô thị này nằm bên sông Rhin, cự ly khoảng 20 km về phía đông bắc Neuruppin và 75 km về phía tây bắc Berlin.
Rheinsberg kết nghĩa với Huber Heights, OH

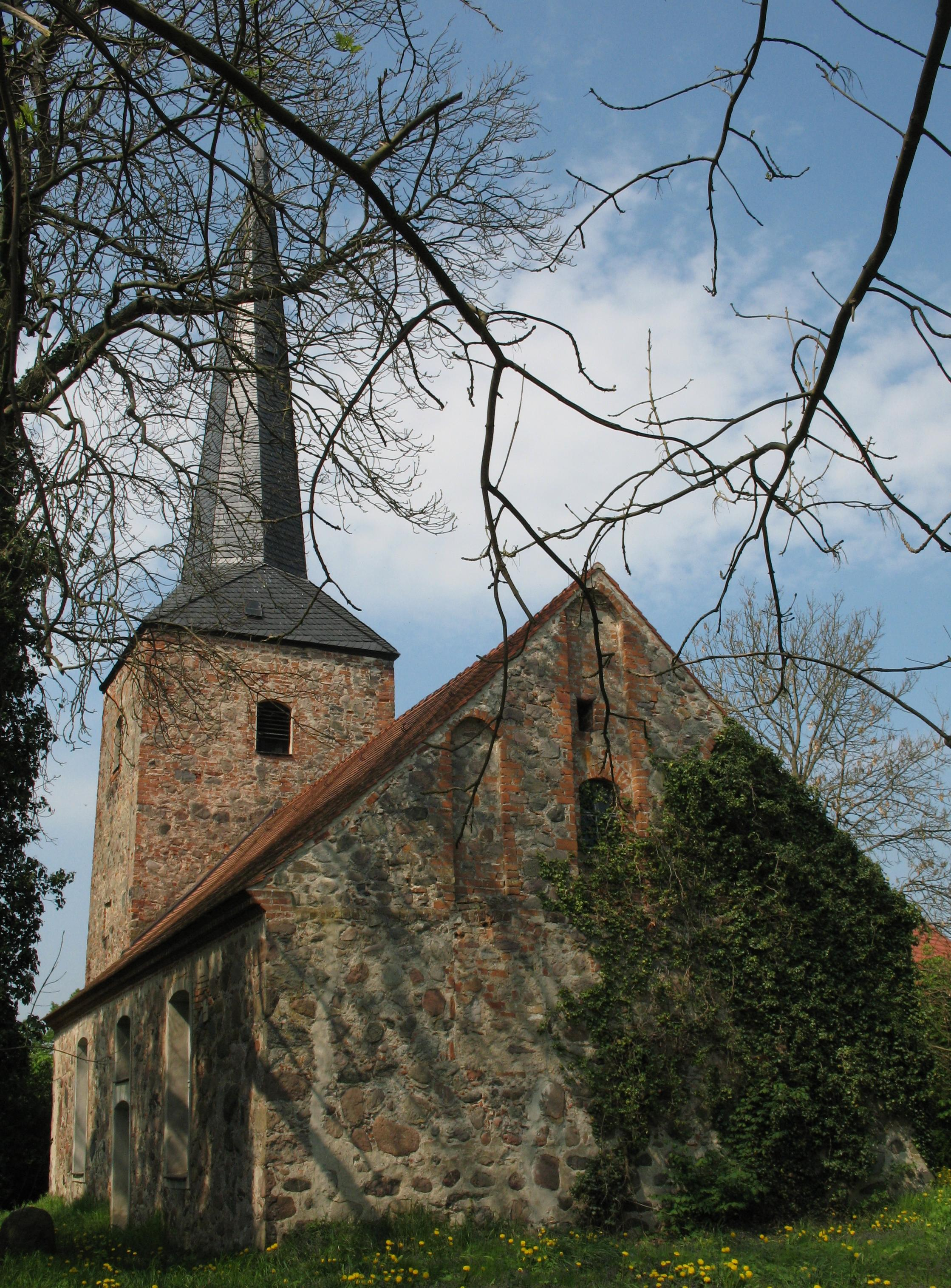
Nhà thờ ở Dierberg

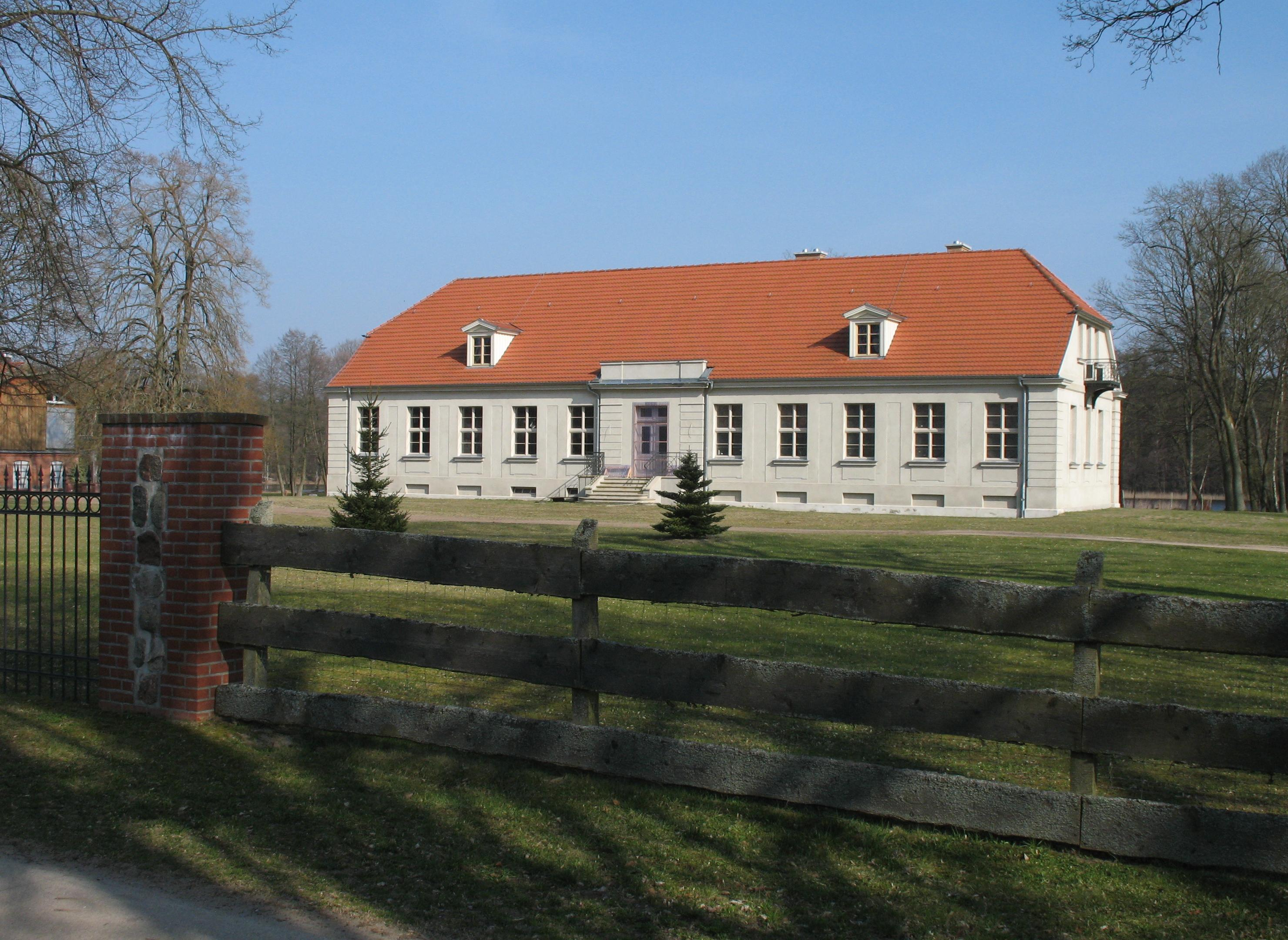